# Geeklog
Geeklog（ギークログ）は、PHP・MySQLで動作するセキュリティギークなCMSで、日本語版はGeeklog日本公式サイト Geeklog JapaneseからGPLを適用して配布されている。
Geeklogは、一般的なサイトからグループウェア、さらに高機能なポータルサイトまで、様々なサイト構築を可能にする汎用CMSである。
汎用CMSとしては、ブログ機能をコアに持っていることが特徴。

## Geeklogの特長
- コミュニティが活発でドキュメントも充実している。
- 携帯対応　3キャリアで閲覧可能。機種によってはログインして編集も可能。
- 多言語・UTF-8対応多言語サポート機能によりマルチリンガルサイトが可能。
- 直感操作でサイトを編集でき，動作が軽快なので運営者に運営を移管しやすい。
- ブログ機能が充実してSEOの効果が高い。
- 細かな権限設定が可能でセキュリティ関連の機能が強力。
- プラグインだけでなく、各種アドオン開発環境が提供されている。
アドオンには、PHPブロック関数、静的ページPHP、アプリケーション、カスタム関数があり小回りのきく開発が多様にできる。
- 良く利用されるプラグイン等も展開・配置した状態で同梱されており導入後すぐに使える状態にできる。

（日本語パッケージ拡張版）
- 専用のWikiに「インストール」・「管理方法」・「運用方法」・「カスタマイズ」・「開発者用ドキュメント」等多くの情報が集約されている。
- イベント投稿機能を標準装備。CMSではユニーク。
- 自動インストーラー（Windows Vista/XP専用ソフト.NET Framework 2.0以上が必要）の使用が可能。

## 動作環境
- Webサーバ : Apache全バージョン(推奨) / Zeus / IIS
- データベース : MySQL 4.1.2 以上(又は MariaDB 5.1 以上) / Microsoft SQL Server 2000 以上 / PostgreSQL 9.1.7 以上
- PHP : PHP 5.2.0 以上